# Neal Dunn
Neal Patrick Dunn (nacido el 16 de febrero de 1953) es un urólogo, cirujano, banquero y representante del 2.º Distrito Congresional de Florida. Dunn pertenece al Partido Republicano y al 115.º Congreso de los Estados Unidos, a este último se unió el 3 de enero de 2017 y aún asume el puesto en la actualidad.

## Primeros años y educación
Dunn creció en una familia del Ejército y vivió en más de 20 lugares antes de ir la universidad, incluso en Vietnam mientras estudiaba la escuela secundaria. Perteneció a los Boy Scouts de América y fue merecedor de una beca por parte del Programa Nacional de Becas al Mérito de los Estados Unidos antes de matricularse en la Universidad Washington y Lee. Después de la Escuela de Medicina en la Universidad George Washington, se unió al Ejército de los EE. UU., donde sirvió por 11 años como cirujano y completó su residencia en el Centro Médico del Ejército Walter Reed (WRAMC, por sus siglas en inglés) y la beca quirúrgica en la Universidad de Duke. Continuó su carrera quirúrgica en muchas estaciones alrededor del mundo antes de establecerse en el Condado de Bay, Florida en 1990. Fue durante su servicio en WRAMC en Washington que conoció y se casó con su esposa Leah, con quien ha estado casado por más de 30 años.

## Carrera
Dunn fue cirujano en Panama City durante 25 años y fue el presidente fundador del Instituto de Urología Avanzada, ayudando al Dr. Byron McCormick a expandir la visión del instituto sobre la atención urológica en la comunidad a partir de 1990. También fundó el Bay Regional Cancer Center y persiguió un interés especial por el cáncer de próstata avanzado. Formó parte del Consejo Asesor de Cáncer de Próstata y del Consejo Asesor de Médicos de Florida Blue. Antes de ser elegido para el Congreso, el Dunn formó parte de la Junta de Gobernadores de la Asociación Médica de Florida, y fue presidente de la Sociedad Médica de su condado, jefe de personal del Gulf Coast Hospital y director de la empresa conjunta del Sagrado Corazón de Bay Medical Center. Fue reconocido como un Héroe de la Salud por el Departamento de Salud de Florida por su presidencia de Bay Cares, una organización benéfica médica con sede en Panama City que brindaba alrededor de $30 millones en atención médica completamente gratuita anualmente a los trabajadores pobres en Bay y 8 condados circundantes.
Dunn también fue el presidente fundador de Summit Bank en 2008, un banco comunitario con sede en Panama City, Florida. En 2014 tuvo el honor de ser nombrado miembro de la Junta Directiva de Space Florida, que opera los complejos de lanzamiento espacial y numerosas instalaciones de investigación, ensamblaje y apoyo en Cabo Cañaveral. También se desempeñó como Director de Enterprise Florida, la agencia de desarrollo económico del estado.

## Premios y reconocimientos

##### Bay County Commission, 2014
Reconocido como Héroe de la Salud.

##### FACS
Miembro del American College of Surgeons.

##### America's Top Surgeons, 2011
Declarado uno de los mejores cirujanos de Estados Unidos por el Consumer Research Council.

##### America's Top Physicians, 2009
Reconocido como uno de los mejores médicos de los Estados Unidos.

## Vida personal
En su tiempo libre, le gusta cazar codornices y pasar tiempo en el agua. El 9 de abril de 2020 se conoció que Neal Dunn dio positivo para Covid-19.